# Payao Pooltarat
Payao Pooltarat   (Bang Saphan, 18 d'octubre de 1957 - Hospital Siriraj, 13 d'agost de 2006) fou un boxejador tailandès que va competir durant les dècades de 1970 i 1980. El 1976 va prendre part en els Jocs Olímpics d'Estiu de Mont-real, on guanyà la medalla de bronze en la categoria del pes minimosca. En semifinals va perdre contra el nord-coreà Lee Byong-Uk. Aquesta va ser la primera medalla olímpica aconseguida per un esportista tailandès.
Va entrenar dur per participar en els Jocs Olímpics de Moscou de 1980, però el boicot promogut pels Estats Units com a protesta de l'ocupació soviètica de l'Afganistan en la guerra afgano-soviètica. El 1981 va passar al professionalisme i el 27 de novembre de 1983 es va convertir en campió del món de pes supermosca del CMB en derrotar el veneçolà Rafael Orono en una decisió dividida. El 1984 va defensar el títol contra el mexicà Guty Espadas. Va perdre el títol el 1985 contra el japonès Jiro Watanabe. Aquell mateix any decidí retirar-se.
Una vegada retirat va ser escollit membre del parlament de la seva província natal, Prachuap Khiri Khan, el 2001, pel Partit Demòcrata. Poc després se li diagnosticà esclerosi lateral amiotròfica, que li provocaria la mort el 2006.